# Marilene Dabus
Marilene de Aparecida Dabus, ou simplesmente Marilene Dabus, (Caxambu, 14 de janeiro de 1940 — Rio de Janeiro, 17 de janeiro de 2020) foi uma jornalista brasileira, sendo a primeira mulher a cobrir futebol no Brasil.
Ele surgiu no jornalismo em 1969, participando de um programa de perguntas e respostas sobre o Flamengo, na TV Tupi, e, graças ao sucesso ali, passou a ser a setorista do clube no jornal Ultima Hora. O fato de entrevistar jogadores ainda no gramado "escandalizou o Rio" no início de sua carreira, no final dos anos 1960. Diz-se que entrevistava os jogadores ainda nos vestiários depois dos jogos, em momentos de descontração, o que lhe garantia informações exclusivas.
Ela também chegou a cobrir a Seleção Brasileira nos preparativos para a Copa do Mundo de 1970. Foi assessora de imprensa do Flamengo e, nos anos 1970, assumiu a vice-presidência de Comunicações do clube e, com estratégias elaboradas ali, ajudou no crescimento da torcida durante a década seguinte. Foi ela quem sugeriu o apelido "Ninho do Urubu" para o Centro de Treinamento George Helal.
Em 2009, o Flamengo batizou sua nova sala de imprensa como Sala Jornalista Marilene Dabus, então assessora de imprensa do clube. "É mais do que justo dar o nome da Marilene para esta sala. Trata-se da primeira mulher a trabalhar com jornalismo esportivo no Brasil", declarou o presidente do Flamengo, Márcio Braga. Em 2019, lançou uma autobiografia, intitulada A Moça do Flamengo, uma parceria com Marcos Eduardo Neves.
Marilene morreu devido a um câncer, em 17 de janeiro de 2020, aos oitenta anos. Em sua homenagem, o Flamengo respeitou um minuto de silêncio antes da partida contra o Macaé, pelo Campeonato Carioca de 2020.